# Mother Nature Calls
Mother Nature Calls è il secondo album della rock band inglese Cast.

## Tracce CD
1. "Free Me" - 4:42
2. "On The Run" - 3:35
3. "Live The Dream" - 3:53
4. "Soul Tied" - 5:27
5. "She Sun Shines" - 4:30
6. "I'm So Lonely" - 4:20
7. "Mad Hatter" - 3:37
8. "Mirror Me" - 4:03
9. "Guiding Star" - 4:00
10. "Never Gonna Tell You What To Do (Revolution)" - 4:27
11. "Dance Of The Stars" - 23:25

- In realtà Dance Of The Stars dura 6:25. Seguono 13 minuti di silenzio (6:25 - 19:25), dopodiché inizia la hidden track Soul Tied (Piano Loop) (19:25 - 23:25).